# Soul to Squeeze
Soul to Squeeze ist ein Lied der US-amerikanischen Rockband Red Hot Chili Peppers. Es erschien am 17. August 1993 als Single und gehörte zum Soundtrack des Films Die Coneheads.

## Hintergrund
Das Lied wurde ursprünglich während der Produktion ihres fünften Studioalbums Blood Sugar Sex Magik (1991) aufgenommen. Obwohl es nicht auf der Platte enthalten war und als B-Seite auf den Singles Give It Away und Under the Bridge verwendet wurde, wurde Soul to Squeeze 1993 als Single von Warner Bros. Records veröffentlicht. Das Lied wurde in den Soundtrack des Coneheads-Films aufgenommen. Soul to Squeeze wurde schließlich für das Greatest Hits-Album 2003 erneut veröffentlicht. Es ist auch auf der Live Rare Remix Box und dem Album The Plasma Shaft der Band zu finden.

## Musikvideo
Das Musikvideo zu Soul to Squeeze wurde von Kevin Kerslake in Schwarzweiß gedreht. Das Video spielt in einem Wanderzirkus, in dem die Bandmitglieder verschiedene ‚Freaks‘ spielen, und enthält mehrere Anspielungen auf Coneheads, darunter einen Cameo-Auftritt von Chris Farley. John Frusciante erscheint im Video nicht, da er die Band über ein Jahr vor den Dreharbeiten verlassen hatte.

## Rezeption

### Chartplatzierungen
| ChartsChartplatzierungen       | Höchstplatzierung | Wochen |
| ------------------------------ | ----------------- | ------ |
| Schweiz (IFPI)                 | 32 (4 Wo.)        | 4      |
| Vereinigte Staaten (Billboard) | 22 (20 Wo.)       | 20     |

### Auszeichnungen für Musikverkäufe
| Land/Region       | Auszeichnungen für Musikverkäufe (Land/Region, Auszeichnung, Verkäufe) | Verkäufe |
| ----------------- | ---------------------------------------------------------------------- | -------- |
| Australien (ARIA) | Gold                                                                   | 35.000   |
| Insgesamt         | 1× Gold ·                                                              | 35.000   |

Hauptartikel: Red Hot Chili Peppers/Auszeichnungen für Musikverkäufe